# Jošua drvo
Jošua drvo (lat. Yucca brevifolia),  vazdazeleno malo drvo koje raste po suhim predjelima na jugoistoku Kalifornije i susjednoj Arizoni, Nevadi i Utahu.
Deblo ovog stabla sastoji se od vlakana i nema godišnjih prstenova rasta, tako da mu je teško odrediti starost, ali ona može biti i nekoliko stotina godina. Naraste najviše do 15 metara visine. Korijenski sustav je opsežan, a podzemni rizomi koji se rašire oko stabla mogu biti dugi i do 11 metara, pa iz njih može niknuti i nova biljka.

## Sinonimi
- Clistoyucca arborescens (Torr.) Trel.
- Clistoyucca brevifolia (Engelm.) Rydb.
- Sarcoyucca brevifolia (Engelm.) Linding.
- Yucca arborescens (Torr.) Trel.
- Yucca brevifolia var. herbertii (J.M.Webber) Munz
- Yucca brevifolia f. herbertii J.M.Webber
- Yucca brevifolia subsp. herbertii (J.M.Webber) Hochstätter
- Yucca brevifolia var. jaegeriana McKelvey
- Yucca brevifolia subsp. jaegeriana (McKelvey) Hochstätter
- Yucca draconis var. arborescens Torr.
- Yucca jaegeriana (McKelvey) L.W.Lenz

## Galerija
- Y. brevifolia,
- Y. brevifolia, Mountain Spring, Nevada, SAD
- Y. brevifolia,
- Y. brevifolia, plodovi,
- Y. brevifolia, plodovi, Spring Mountains, južna Nevada
- Y. brevifolia,